# Westmonsterkerk

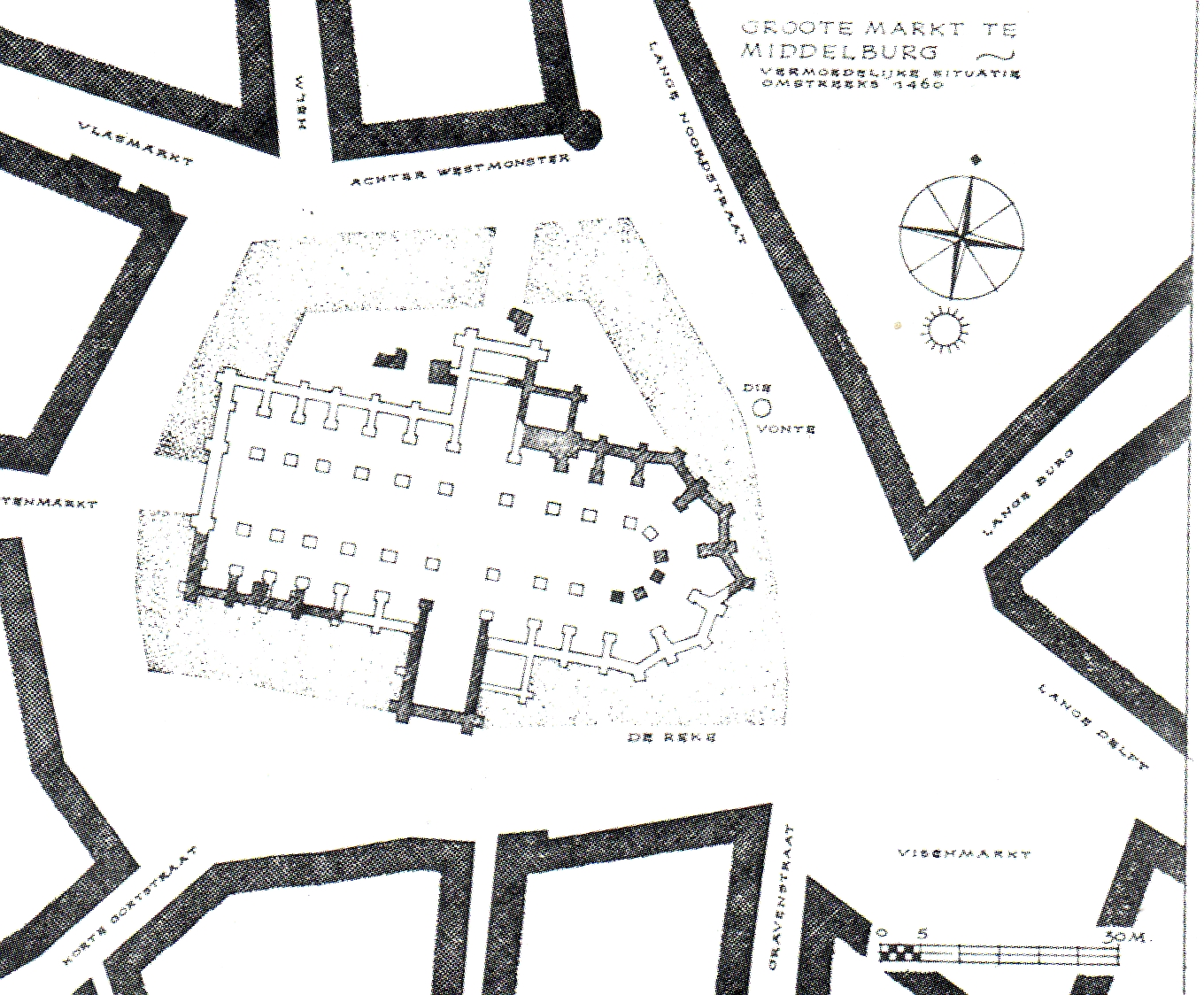
Locatie van de Sint-Maartenskerk, op basis van opgravingen

De Westmonsterkerk of Sint-Maartenskerk stond tot 1575 op de Markt in Middelburg. Zij was de moederparochie van de eilanden Walcheren en Noord- en Zuid-Beveland.

## Geschiedenis
De eerste Sint-Maartenskerk op deze plaats is waarschijnlijk in de tweede helft van de 10e eeuw gebouwd. De kerk lag net ten westen van de ringwalburg die de historische kern van Middelburg was. De Sint-Maartenskerk was de eerste kerk op Walcheren. Voor het midden van de elfde eeuw werden de parochies Souburg, Oostkapelle, Westkapelle en waarschijnlijk ook Welle (op Noord-Beveland, verdronken in 1530) en Monster (op Zuid-Beveland, bij het huidige Borssele) afgesplitst. Tegen het einde van de elfde eeuw werd in Middelburg een tweede parochiekerk gebouwd, de Sint-Pieterskerk (later: Noordmonsterkerk). In de twaalfde eeuw werden ook de dorpen Hoogelande en Koudekerke zelfstandige parochies, terwijl voor 1235 Arnemuiden en het later verdwenen dorp Welzinge diezelfde status kregen. De laatste parochie die werd afgesplitst was kort voor 1270 de Kloosterparochie, de derde parochie in Middelburg. Zij kerkte in de Nieuwe Kerk, een onderdeel van de in 1123 gestichte abdij. Deze kerk werd ook wel aangeduid als de Oostmonster- of Sint-Nicolaaskerk. Bij deze laatste afsplitsing werd het aantal pastoors van de Westmonsterkerk teruggebracht van drie naar twee.
In 1390 werd mogelijk een bestaande romaanse kerk vervangen door een gotisch gebouw. In 1479 werd de Westmonsterkerk een kapittelkerk met een kapittel van een deken en twaalf kanunniken. In 1557 werd de toren geraakt door onweer en viel op het kerkgebouw dat daardoor zwaar beschadigd werd. Om deze reden werd niet de Westmonsterkerk, maar de Noordmonsterkerk in 1559 de zetel van het kortdurende Bisdom Middelburg. Bij de Beeldenstorm op 22 augustus 1566 werd de kerk "gezuiverd" door de gereformeerden, zodat enkele dagen later de eerste gereformeerde kerkdienst in Middelburg in de Westmonsterkerk kon worden gehouden. De orde werd echter weer snel hersteld. Dat gold echter niet voor de kerk zelf, die opnieuw schade had opgelopen en korte tijd later ook nog door brand werd getroffen. In 1574 werd Middelburg veroverd door de Geuzen en een jaar later werd besloten de bouwvallige kerk af te breken. Met de opbrengst van het sloopmateriaal werd een deel van de schulden afgelost, die de stad tijdens het anderhalf jaar durende beleg had gemaakt. Op de plaats waar de kerk had gestaan ontstond een groot plein, de Markt.

## Gebouw
Over de oudste kerkgebouwen is weinig bekend, ondanks archeologische onderzoeken in 1943 en 1998. De in 1575 gesloopte kerk was een gotische driebeukige kruisbasiliek met een vieringtoren. Rondom de kerk was een kerkhof dat omsloten werd door een muur waartegen winkeltjes waren gebouwd. Bij de opgravingen zijn de restanten hiervan aangetroffen. Ook werden verschillende beschilderde grafkelders opgegraven. Van de kerk is momenteel niets meer te zien.

## Archeologisch onderzoek
In 2010 had aan de Markt in Middelburg een archeologisch onderzoek plaats. Voorafgaand aan het onderzoek werd ervan uitgegaan dat de kerk 3 bouwfasen heeft gekend: een houten kerk, een tufstenen kerk en een bakstenen kerk. Tijdens het archeologisch onderzoek werden aanwijzingen aangetroffen van de tweede en derde bouwfase. 
Van de tufstenen kerk werd alleen puin aangetroffen, als fundering voor de vroegste bakstenen kerk. Op basis van het onderzoek is geconcludeerd dat de eerste bakstenen kerk rond 1300 werd gebouwd en in een laat-romaanse of vroeg- gotische stijl is opgetrokken. Van de tweede bakstenen kerk werden twee poeren met spaarbogen aangetroffen wat erop duidt dat deze kerk in gotische stijl is gebouwd. Deze gotische kerk is gaan verzakken en men heeft getracht om het verzakken tegen te gaan door de grondboog te verstevigen. 
Tijdens het onderzoek werden skeletten aangetroffen van 40 individuen. Deze mensen waren doorgaans in houten kisten begraven. Er werden tevens een sarcofaag en een grafkelder aangetroffen. De skeletten dateren uit de eerste helft van de 11de eeuw tot en met het begin van de 13de eeuw en uit de periode van de 15de tot en met de 17de eeuw. 